# قاعدة كيب كانافيرال للقوات الجوية

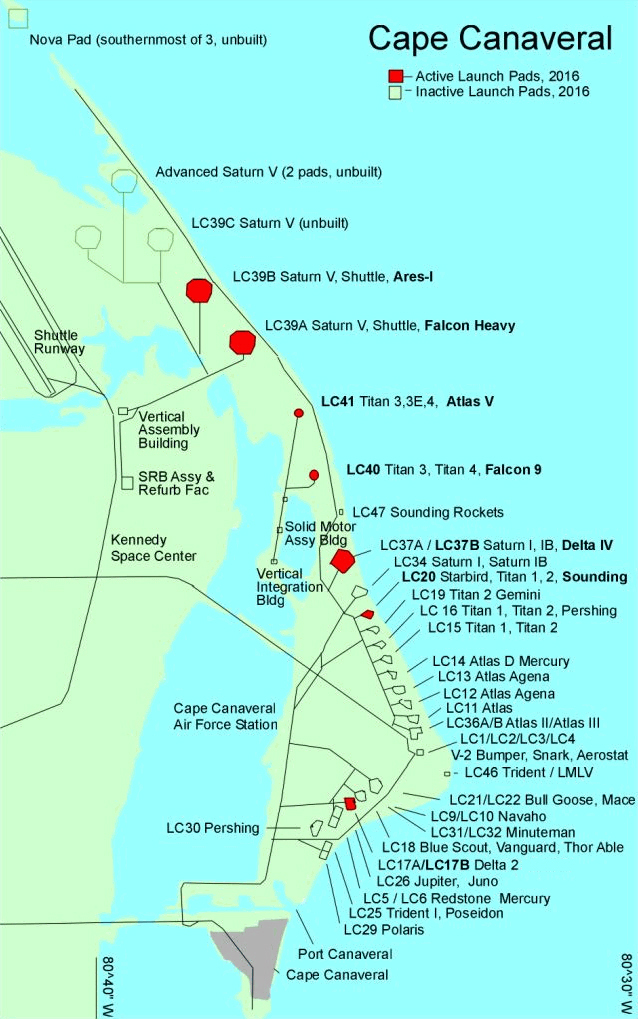
قاعدة كاب كانافيرال الجوية.

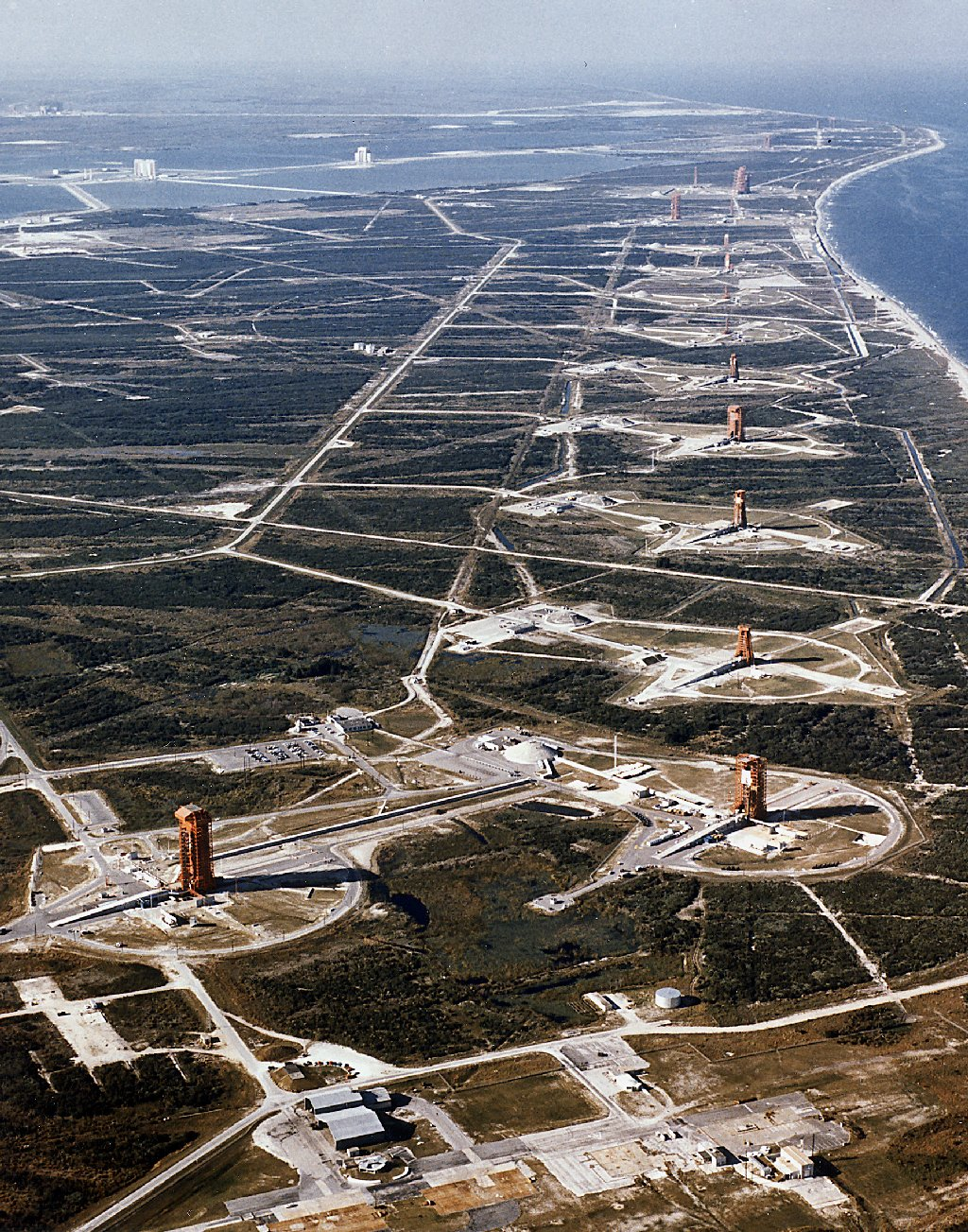
كاب كانافيرال، منصات إقلاع الصواريخ.

قاعدة كاب كانافيرال للقوات الجوية (بالإنجليزية: Cape Canaveral Air Force Station) هي مركز قيادة القوات الجوية والفضائية ل الولايات المتحدة الأمريكية ومقر جناح الفضاء رقم 45 وتقع بالقرب من قاعدة باتريك للقوات الجوية. تقع محطة كاب كانافيرال للقوات الجوية في كاب كانافيرال بولاية فلوريدا جنوب شرق الولايات المتحدة. وهي مكان الإقلاع الرئيسي الشرقي للولايات المتحدة لإطلاق الصواريخ، ويوجد بها 4 منصات لإطلاق الصواريخ. ويقع شمالها مركز كينيدي للفضاء الذي تديره ناسا على جزيرة ميريت ويربط بين الإثنين قنظرة وممر طويل. وتتميز قاعدة كاب كانافيرال بممر طويل لهبوط الطائرات الثقيلة ومكوك الفضاء يبلغ طوله 10 كيلومتر .
ويقع بالقرب من مجمع إقلاع الأغراض العسكرية ممر هبوط الطائرات الكبيرة.
أقلعت معظم الرحلات الأولى لغزو الفضاء من قاعدة كاب كانافيرال، ومن ضمنها إطلاق أول قمر صناعي أمريكي (1958) وكذلك أول رائد فضاء عام 1961، وأول رائد فضاء أمريكي يتخد مدارا حول الأرض (عام 1962)، وأول مركبة فضائية من نوع جيميني يستقلها رائدي فضاء (عام 1964)، وأول رحلة للهبوط على القمر غير مأهولة (1966)، وكذلك أول مركبة فضاء يستقلها ثلاثة رواد فضاء أبولو7 1967.

## أعلام
- إدوارد هيغنز وايت
- بيلي كينيدي

## اقرأ أيضا
- وكالة الفضاء الفرنسية
- مركز لندون بي جونسون للفضاء
- مركز كينيدي للفضاء
- مركز جويانا للفضاء
- مركز مارشال لبعثات الفضاء
- مبنى تجهيز الصواريخ
- قائمة ناسا لمراكز الزوار